# 楊亜峰
楊 亜峰（よう あほう / ヤン・ヤーフェン、楊亞峰、杨亚峰、1905年（光緖31年）2月15日 - 1981年5月27日）は、中華民国空軍の軍人。回族。原名は奇志。楊亜峯との表記もある。

## 早年
沭陽県新河出身。1921年、沭陽師範講習所を卒業し、県立第一小学の会計をつとめていたが、1925年8月に父の従兄弟である楊益凡の義兄弟で張宗昌の部下の倪占魁上校の推薦を受け、済南の山東航空教練所（のち航空学校と改称、校長：趙天豪）に入学、2年後の1927年11月10日に卒業。
北伐で張宗昌の直魯聯軍が壊滅すると、王惟一、金恩心が中心となり10機が東北軍本隊に脱出する。楊も東北空軍に加わり、航空第四隊分隊長となる。
満州事変前には中央空軍に入っており、1929年5月、水上飛機隊（隊長：耿煜曾）飛行員。1930年10月20日、陸軍中校。24日、航空第6隊（隊長：周宝衡）分隊長。1931年8月11日、航空第4隊分隊長に転任。航空第5隊隊長を経て南城県の偵査第一隊上尉隊長となり、1934年9月、広昌県にて第5次囲剿作戦に参加。のち中央航空学校高級班を経て教官。1935年9月7日、空軍少校。西安事件後、顧祝同の斡旋で現場に戻り、西安の第7大隊中隊長に任ぜられる。1937年6月末時点では副大隊長となっている。

## 抗戦
日中戦争勃発後、上海、太原、武漢、長沙等を転戦。太原空戦の功により中校、第5大隊ないし第7大隊の大隊長になったとされるが、詳細は不明。
その後は飛行場や空軍路での地上業務に従事していたと思われ、1944年、空軍第五路（司令官：晏玉琮）参謀。

## 抗戦後
1946年，綏遠省、江西、浙江、海南等の基地司令を経て北平防空司令部少将処長。1947年、綏遠省防空指揮部副司令。1948年以降南京、広州、海南と南部へ追いやられ、海南省海口市港口司令。台湾に渡った後は退役して台南に居住。台南市第二届議会議員に当選する。

## 勲章
- 六等宝鼎章（中国語版） 1936年1月1日[14]
- 六等雲麾勲章（中国語版） 1936年11月12日[15]
- 抗戦勝利勲章（中国語版） 1946年10月10日[16]

## 参考資料
1. ↑  軍事委員會銓敍廳. “陸海空軍軍官佐任官名簿 part5” (中国語).   臺灣華文電子書庫. pp. 222. 2018年2月27日閲覧。
2. ↑  陈,P.136
3. ↑  馬 1994, p. 192.
4. ↑  陈,P.137
5. ↑  馬 1994, p. 399.
6. ↑  “国民政府広報第605号（民国19年10月24日）” (PDF) (中国語).   政府広報資訊網. 2017年11月20日閲覧。
7. ↑  “国民政府広報第606号” (PDF) (中国語).   中華民国政府官職資料庫. 2017年11月10日閲覧。
8. ↑  “国民政府広報第846号” (PDF) (中国語).   中華民国政府官職資料庫. 2017年10月30日閲覧。
9. ↑  “抗戰風雲：廣昌剿共” (中国語).   中華民国空軍司令部. 2017年11月14日閲覧。
10. ↑  “国民政府広報第1840号” (PDF) (中国語).   中華民国政府官職資料庫. 2017年10月30日閲覧。
11. ↑  戚厚杰等编著，《国民革命军沿革实录》，河北人民出版社，2001年.
12. ↑  「昭和１２年「密大日記」第１２冊 支那空軍編成配置一覧表」 アジア歴史資料センター Ref.C01004393300
13. ↑  陈,P.138
14. ↑  “国民政府広報第1936号（民国25年1月1日）” (PDF) (中国語).   政府広報資訊網. 2021年11月12日閲覧。
15. ↑  “国民政府広報第2201号（民国25年11月13日）” (PDF) (中国語).   政府広報資訊網. 2020年3月18日閲覧。
16. ↑  “国民政府広報第2648号（民国35年10月14日）” (PDF) (中国語).   政府広報資訊網. 2017年10月8日閲覧。